# تون غزاري
تون غزاري (25 فبراير 1912 – 23 يوليو 1996) هو سبّاح يوغوسلافي راحل، مثّل بلاده في الألعاب الأولمبية الصيفية 1936.

## روابط خارجية
تون غزاري على موقع الاتحاد الدولي للسباحة (الإنجليزية)
- تون غزاري على موقع أوليمبيديا (الإنجليزية)